# Birds of Prey (sjezdovka)

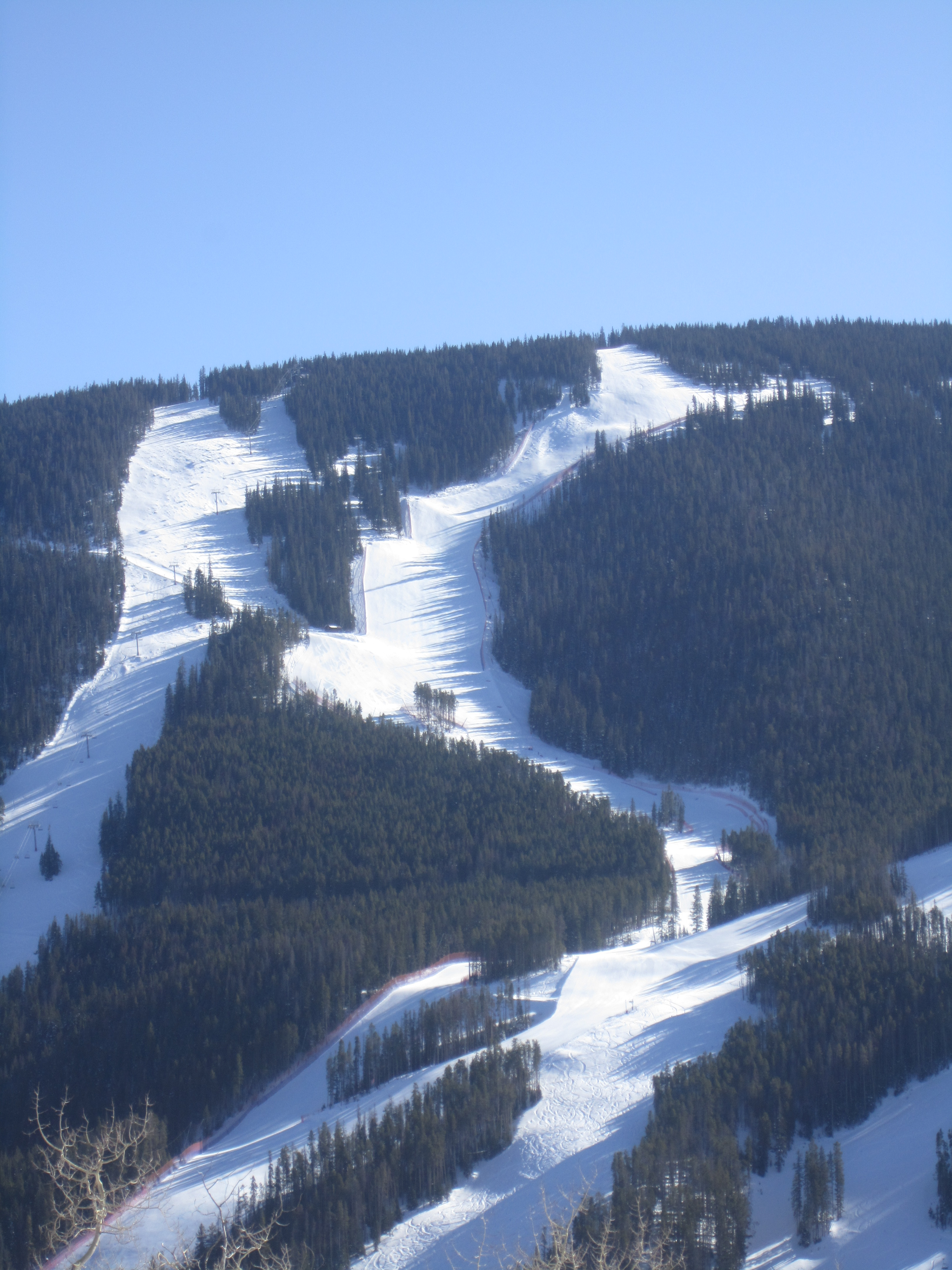
Sjezdovka Birds of Prey

Birds of Prey je lyžařská sjezdovka ve Spojených státech amerických, kde jsou pořádány závody Světového poháru v alpském lyžování. Nachází se v lyžařském středisku Beaver Creek Resort nedaleko města Avon v Coloradu. V roce 1999 zde proběhly tři z deseti závodů mistrovství světa v alpském lyžování. Sjezdovka se také stala dějištěm deseti soutěží na MS 2015.

## Závody
Sjezdovka Birds of Prey byla postavena pro účel pořádání Mistrovství světa v alpském lyžování 1999. Navržena byla švýcarským olympijským vítězem z roku 1972 Bernhardem Russim. První závod světového poháru zde proběhl v prosinci 1997, jeho vítězem se stal italský reprezentant Kristian Ghedina, v následujících letech se zde prosazovali především rakouští sjezdaři. Úspěchy zde zaznamenal především Hermann Maier, jenž zde v roce 1999 na mistrovství světa vybojoval prvenství ve sjezdu. V následujících dvou letech zde triumfoval také v závodech světového poháru. V letech 2004 až 2007 získali prvenství a další stupně vítězů v závodech světového poháru Američané Bode Miller a Daron Rahlves, Miller zde vyhrál také v roce 2011.

### Sjezdovka
Při závodu světového poháru v sezóně 2012/2013 ve sjezdu činila délka trati 2752 m. Prostor startu se nacházel v nadmořské výšce 3483 m n. m. a prostor cíle ležel v nadmořské výšce 2730 m n. m. Převýšení tak dosahovalo 753 m. Průměrné stoupání trati činilo 27 % s maximálním sklonem 45 % uprostřed trati. Nejrychlejšího času 1:39,59 zde dosáhl v prosinci 2003 americký lyžař Daron Rahlves, jehož průměrná rychlost dosahovala hodnoty 98,2 km/h. Délka trati v tomto roce dosahovala 2715 m s převýšením 757 m.